# بوستان جنگلی تمبی
بوستان جنگلی تِمبی بوستان جنگلی در استان خوزستان، شهرستان مسجدسلیمان واقع در تمبی گلگیر و در میان مناطق مسکونی است.
این بوستان در ۶ کیلومتری جنوب مسجدسلیمان قرار دارد و منطقه اطرافش هم به کلی تمبی نام گرفته است. فضای اطراف پارک نیز سد تمبی نیز واقع شده است. این پارک دارای درختان کهور، کنار و بادام است. این پارک با احداث ۵ کیلومتر جاده سلامت و پارک کودک و نصب آلاچیق دارای قسمت‌های مختلف است.